# Idaea margaritacea
Idaea margaritacea là một loài bướm đêm trong họ Geometridae.